# Richard Schneider (Politiker)
Max Richard Schneider (* 12. August 1876 in Crottendorf; † 26. Februar 1941 ebenda) war ein deutscher Landwirt, sächsischer Politiker der KPD und Funktionär des Bundes schaffender Landwirte (BsL).

## Biographie
Der Kleinbauernsohn verdingte sich zunächst als Landarbeiter und übernahm 1912 den sechs Hektar großen Hof seines Vaters in Crottendorf. Während des Ersten Weltkrieges kämpfte Schneider von 1914 bis 1918 als Soldat. Die durch die Deutsche Inflation ausgelöste Verarmung der Kleinbauern machte Schneider für kommunistisches Gedankengut zugänglich. 1924 trat er dem Bund schaffender Landwirte bei und wurde im Jahr darauf dessen Bezirksvorsitzender Erzgebirge-Vogtland. 1926 wurde Schneider Mitglied der KPD und gehörte nachfolgend als Vertreter der Kommunisten dem Crottendorfer Gemeinderat sowie dem Kreistag Annaberg an.
1929 wurde Schneider in den Sächsischen Landtag gewählt. Dort war er während der 4. und 5. Wahlperiode bis 1933 in der KPD-Fraktion für Agrarfragen zuständig. Ab 1932 gehörte Schneider zudem der Reichsleitung des Bundes schaffender Landwirte an.
Nach der Machtergreifung durch die Nationalsozialisten wurde Schneider im März 1933 zunächst als „Schutzhäftling“ in das Annaberger Gefängnis verbracht und schließlich bis zum Sommer 1934 im KZ Colditz inhaftiert. Nach seiner Entlassung kehrte er, von der Haft gezeichnet, auf seinen Hof nach Crottendorf zurück und verstarb 1941 an den Folgen der Misshandlungen.

## Ehrungen
Nach dem Zweiten Weltkrieg wurde ein Park in Crottendorf zu einem Ehrenhain für die Opfer des Faschismus umgestaltet und ein steinernes Denkmal für Schneider mit Plattenweg angelegt, das jährlich im September zum Ziel von Fackelzügen und Kranzniederlegungen wurde. Im Zuge der Wiederherstellung des verwilderten Parks wurden das Denkmal und der Plattenweg 1991 beseitigt.
Die Polytechnische Oberschule Crottendorf erhielt zu DDR-Zeiten den Ehrennamen „Richard Schneider“.
Heute erinnert in Crottendorf die Richard-Schneider-Straße an den Politiker.